# La encrucijada (álbum)
La encrucijada es el decimotercer álbum en la carrera del roquero español Miguel Ríos, publicado en 1984. Grabado íntegramente en los estudios Moulin Rouge de Londres, uno de los trabajos de los que más satisfecho está, según sus propias declaraciones. Destacaron sencillos como "Niños eléctricos", Nos siguen pegando abajo" y la balada "Todo a pulmón"

## Lista de canciones
1. "Niños eléctricos" (Miguel Ríos/Dave Steen) - 3:11
2. "La encrucijada" (Jaime Asua/Carlos Narea/Nicholas Ramsdem/Miguel Ríos) - 4:13
3. "El sonido de la ciudad" (Rosendo Mercado/Carlos Narea/Nicholas Ramsdem/Miguel Ríos) - 3:42
4. "La reina del keroseno" (Sergio Castillo/Miguel Ríos) - 4:37
5. "Todo a pulmón" (Alejandro Lerner) - 3:50
6. "Nos siguen pegando abajo" (Charly García) - 3:13
7. "El rock no tiene la culpa" (Moncho Alpuente/Michael Gaffey/Peter Wilfred Glenister/Miguel Ríos) - 4:21
8. "El ojo del huracán" (Mandy Van Baaren/Tato Gómez/Miguel Ríos) - 4:15
9. "La ruleta ruso-americana" (Moncho Alpuente/Juan Luis Izaguirre/Miguel Ríos/ Javier Vargas) - 3:45
10. "Santiago de Chile" (Silvio Rodríguez) - 4:15

## Músicos del disco
- Miguel Ríos – voz
- Mario Argandoña – batería y percusión
- Sergio Castillo – Coros
- Paco Palacios - guitarras
- Tato Gómez – bajo y coros
- Merv De Peyer – teclados
- Nicholas Ramsdem – bajo en “La encrucijada”
- Mandy Van Baaren – guitarras en “El ojo del huracán”.
- Carlos Narea – percusión y coros
- John Parsons – guitarras
- Jorge Pardo – Saxo en “La encrucijada”.

- Datos: Q5966553